# Heikki Savolainen (skådespelare)
Heikki Savolainen, född 9 april 1922 i Björneborg, Finland, död 22 januari 1975, var en finsk skådespelare.

## Filmografi (i urval)
- 1951 – Kvinnan bakom allt
- 1951 – Radion gör inbrott
- 1955 - Okänd soldat
- 1956 - Skördemånad (Elokuu)